# Cherax lorentzi
Cherax lorentzi е вид десетоного от семейство Parastacidae.

## Разпространение и местообитание
Видът е разпространен в Индонезия.
Обитава сладководни басейни и потоци.